# 5801 Vasarely
Az 5801 Vasarely (ideiglenes jelöléssel 1984 BK) a Naprendszer kisbolygóövében található aszteroida. Antonín Mrkos fedezte fel 1984. január 26-án.